# Kanske en Sherlock Holmes

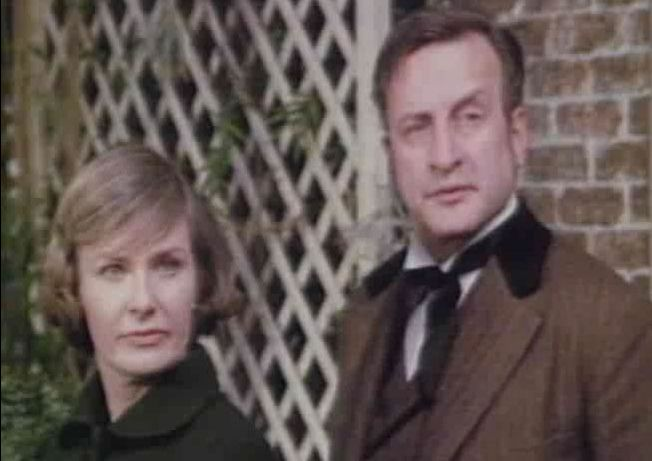
Dr. Mildred Watson (Joanne Woodward) och Justin Playfair (George C. Scott).

Kanske en Sherlock Holmes (engelska: They Might Be Giants) är en amerikansk mysterie-komedifilm från 1971 i regi av Anthony Harvey. Filmens manus är baserad på pjäsen They Might Be Giants, båda skrivna av James Goldman. I huvudrollerna ses George C. Scott och Joanne Woodward. 

## Handling
Justin Playfair (George C. Scott) drar sig efter sin hustrus död in i en fantasivärld där han föreställer sig att han är Sherlock Holmes, den legendariska detektiven, komplett med deerstalker, pipa och fiol. Han tillbringar sina dagar i sitt laboratorium, löser gåtor och är vaksam på eventuella planer av ärkefienden professor Moriarty.
När Justins bror (Lester Rawlins) försöker få Justin undersökt av en psykiatriker drar Justin till sig Dr. Mildred Watsons (Joanne Woodward) uppmärksamhet, som blir fascinerad av hans fall. Watson besöker honom i hans hem för att försöka utreda och behandla honom. Playfair avvisar till en början Watsons försök att psykoanalysera honom, men när han hör hennes namn integrerar han entusiastiskt henne i sitt liv som doktor Watson till sin Holmes.
Duon ger sig sedan ut på jakt efter Moriarty, där Playfair/Holmes följer alla möjliga slags märkliga ledtrådar och de två kommer varandra allt närmare i processen.

## Rollista i urval
- George C. Scott – Justin
- Joanne Woodward – Watson
- Jack Gilford – Peabody
- Lester Rawlins – Blevins
- Al Lewis – budbärare
- Rue McClanahan – Daisy
- Ron Weyand – Dr. Strauss
- Oliver Clark – Mr. Small
- James Tolkan – Mr. Brown
- F. Murray Abraham – Clyde

## Titel och tema
Originaltiteln är en indirekt hänvisning till Don Quijotes berömda slagsmål med ett antal väderkvarnar, vilka han såg som jättar. Trots protester från sin medhjälpare Sancho Panza och att han slår sig i sin attack på "jättarna" (det vill säga han kastas iväg efter att hans lans fastnat i en kvarnvinge), håller Quijote fast vid sin tro, att kvarnarna inte är byggnader, utan jättar. Med hänvisning till detta hävdar Playfair:
Of course, he carried it a bit too far. He thought that every windmill was a giant. That's insane. But, thinking that they might be... Well, all the best minds used to think the world was flat. But, what if it isn't? It might be round. And bread mold might be medicine. If we never looked at things and thought of what they might be, why, we'd all still be out there in the tall grass with the apes.